# Гарай, Фернанда
Фернанда Гарай, полное имя Фернанда Гарай Родригис, известна также как Фе Гарай (порт. Fernanda Garay Rodrigues, Fe Garay; 10 мая 1986, Порту-Алегри, штат Риу-Гранди-ду-Сул, Бразилия) — бразильская волейболистка. Нападающая-доигровщица. Олимпийская чемпионка 2012 и серебряный призёр Олимпийских игр 2020.

## Биография
Фернанда Гарай родилась в Порту-Алегри и была старшей из четырёх детей Луиса Фернандо Родригиса и Жуссары Гарай. Волейболом начала заниматься в 1997 году в родном городе в академии SOGIPA. В 2000 в составе сборной штата Риу-Гранди-ду-Сул Фернанда Гарай стала чемпионкой Бразилии среди молодёжных и юниорских команд. В 2002 выиграла «золото» юниорского чемпионата Южной Америки, а через год — «бронзу» чемпионата мира среди девушек. В 2002 Фернанда сменила игровое амплуа с центральной блокирующей на нападающую-доигровщицу.
В 2003 17-летнюю волейболистку пригласили в команду суперлиги из города Сан-Каэтану-ду-Сул, а в следующем году — в «Минас» из Белу-Оризонти, в составе которого Фе Гарай в 2007 выиграла свою первую медаль (бронзовую) чемпионата Бразилии. До этого (в 2005) спортсменка стала чемпионкой мира среди молодёжных команд. В 2010 Гарай уехала в Японию, где на протяжении сезона играла за «НЭК Ред Рокетс», а в 2011 вернулась в Бразилию. В составе «Озаску» в 2012 она стала победительницей клубных чемпионатов Южной Америки и мира, а в 2013 — серебряным призёром чемпионата Бразилии.
В 2013 в клубной карьере Фе Гарай начался заграничный этап, продлившийся 4 года и включивший в себя выступления в командах трёх стран. В составе турецкого «Фенербахче» в 2014 бразильская волейболистка выиграла «серебро» чемпионата и Кубка Турции, а также Кубок Европейской конфедерации волейбола (ЕКВ). В 2014—2016 Фе Гарай выступала в России — сначала за краснодарское «Динамо», а затем за московское. В составе краснодарского клуба она стала обладательницей Кубка России и Кубка ЕКВ, а также серебряных наград клубного чемпионата мира. Сезон в московском «Динамо» принёс Фе Гарай «золото» чемпионата России и «бронзу» российского Кубка. После сезона в Китае Фе Гарай в 2017 вернулась на родину.
В 2006 Фернанда Гарай дебютировала в национальной сборной Бразилии, став в её составе победителем розыгрыша Панамериканского Кубка. В 2010 в преддверии чемпионата мира Фе Гарай вновь была включена в состав сборной, заменив в ней получившую травму Мари. После этого волейболистка на протяжении 6 сезонов уже неизменно выступала в главной команде страны, став за это время победителем 10 крупнейших официальных международных турниров, в том числе Олимпиады-2012, Всемирного Кубка чемпионов 2013, Гран-при (трижды), чемпионатов Южной Америки (трижды), Панамериканских игр и Панамериканского Кубка. В 2011 Фе Гарай также выиграла «золото» волейбольного турнира Всемирных военных игр, проходивших в Рио-де-Жанейро.

### Клубная карьера
- 2002—2003 —  SOGIPA (Порту-Алегри);
- 2003—2004 —  «Сан-Каэтану» (Сан-Каэтану-ду-Сул);
- 2004—2008 —  «Минас» (Белу-Оризонти);
- 2008—2010 —  «Пиньейрос» (Сан-Паулу);
- 2010—2011 —  «НЭК Ред Рокетс» (Кавасаки);
- 2011—2012 —  «Волей Футуро» (Арасатуба);
- 2012—2013 —  «Соллис-Озаску» (Озаску);
- 2013—2014 —  «Фенербахче» (Стамбул);
- 2014—2015 —  «Динамо» (Краснодар);
- 2015—2016 —  «Динамо» (Москва);
- 2016—2017 —  «Гуандун Эвергрэнд» (Гуанчжоу);
- 2017—2021 —  «Дентил/Прая Клубе» (Уберландия).

## Достижения

### Со сборными Бразилии
- Олимпийская чемпионка 2012.
- серебряный (2010) и бронзовый (2014) призёр чемпионатов мира.
- победитель розыгрыша Всемирного Кубка чемпионов 2013.
- 3-кратная чемпионка Мирового Гран-при — 2013, 2014, 2016;
  - двукратный серебряный призёр Гран-при — 2011, 2012;
  - бронзовый призёр Гран-при 2015.
- серебряный призёр Лиги наций 2021.
- 3-кратная чемпионка Южной Америки — 2011, 2013, 2015.
- чемпионка Панамериканских игр 2011;
  - серебряный призёр Панамериканских игр 2015.
- двукратный победитель розыгрышей Панамериканского Кубка — 2006, 2011.
- победитель розыгрыша Кубка «Финал четырёх» 2009.
- чемпионка мира среди молодёжных команд 2005.
- бронзовый призёр чемпионата мира среди девушек 2003.
- чемпионка Южной Америки среди девушек 2002.
- чемпионка Всемирных военных игр 2011.

### С клубами
- Чемпионка Бразилии 2018;
  - 4-кратный серебряный (2013, 2019, 2021, 2022) и двукратный бронзовый (2007, 2012) призёр чемпионатов Бразилии.
- 3-кратный серебряный призёр розыгрышей Кубка Бразилии — 2018, 2019, 2021.
- двукратный победитель розыгрышей Суперкубка Бразилии — 2018, 2020.
- серебряный призёр чемпионата Турции 2014.
- серебряный призёр розыгрыша Кубка Турции 2014.
- чемпионка России 2016.
- победитель розыгрыша Кубка России 2014;
  - бронзовый призёр Кубка России 2015.
- чемпионка мира среди клубных команд 2012;
  - серебряный призёр клубного чемпионата мира 2015.
- чемпионка Южной Америки среди клубных команд 2012;
  - двукратный серебряный призёр клубного чемпионата Южной Америки — 2019, 2020.
- двукратный победитель розыгрышей Кубка Европейской конфедерации волейбола — 2014, 2015.

### Индивидуальные
- 2002: лучшая нападающая чемпионата Южной Америки среди девушек.
- 2010: лучшая нападающая и самая результативная чемпионата Бразилии.
- 2011: самая результативная чемпионата Японии.
- 2011: лучшая на приёме Гран-при.
- 2011: лучшая на приёме чемпионата Южной Америки.
- 2011: MVP и лучшая нападающая волейбольного турнира Всемирных военных игр.
- 2012: лучшая на приёме олимпийского волейбольного турнира.
- 2012: лучшая на приёме клубного чемпионата Южной Америки.
- 2013: MVP и лучшая нападающая чемпионата Бразилии.
- 2013: лучшая нападающая-доигровщица (одна из двух) чемпионата Южной Америки.
- 2015: лучшая нападающая-доигровщица (одна из двух) клубного чемпионата мира.
- 2019: лучшая нападающая-доигровщица (одна из двух) клубного чемпионата Южной Америки.